# Alan Rees
Alan Brinley Rees, född 12 januari 1938 i Langstone i Newport, Gwent, död 6 september 2024 i Ascot, Berkshire, var en brittisk racerförare och stallchef. Han var far till racerföraren Paul Rees.

## Racingkarriär
Rees deltog i tre grand prix-lopp, men i två av dem körde han en Brabham-Cosworth formel 2-bil. Han körde i formel 1-loppet i Storbritannien 1967 där han kom på nionde plats. 
Efter sin aktiva karriär var han en av grundarna av formelbiltillverkaren och racingstallet March Engineering. Rees blev senare chef för formel 1-stallet Shadow och var därefter med att grunda formel 1-stallet Arrows.

## F1-karriär
| Säsong | Stall/Tillverkare | Poäng | Placering |
| ------ | ----------------- | ----- | --------- |
| 1967   | Cooper-Maserati   | 0     | –         |